# Mister X
Mister X (cirílico: "Мистер Икс" o "Мистер Х") é um filme musical e de comédia Soviético dirigido por Yuliy Khmelnitsky e com base na versão russa da opereta "Die Zirkusprinzessin" ("Princesa do Circo").
"Mister X" estreou em União Soviética e em outros países em 2 de Maio de 1958.